# امیل ساراد
امیل ساراد (انگلیسی: Émile Sarrade; ۱۰ مارس ۱۸۷۷ – ۱۴ اکتبر ۱۹۵۳) بازیکن راگبی ۱۵ نفره اهل فرانسه بود.